# 白昼の死角
『白昼の死角』（はくちゅうのしかく）は、高木彬光の推理小説。1959年5月1日から1960年4月22日まで『週刊スリラー』に連載された（連載中は『黄金の死角』）。1960年、カッパ・ノベルス（光文社）刊行。
1979年に映画化、テレビドラマ化されて話題となった（テレビドラマは1963年版もある）。

## 概要
大企業を相手に完全経済犯罪を目論む鶴岡七郎の暗躍を描いたピカレスクロマン。
小説前半の太陽クラブ立ち上げの部分は、実在の事件である光クラブ事件がベースとなっているが、後半の鶴岡の犯罪記録は実在の人物からの取材を基としたオリジナルの物語となっている。
作中、自作『幽霊西へ行く』を引き合いに出している箇所があるが、同作を枕にしている作品として、『読売新聞』1959年5月24日発表の短編『公使館の幽霊』がある。この作品は鶴岡が本作で行った詐欺事件のひとつの原型である（本作での公使館の事件が語られるのは『週刊スリラー』1960年2月19日号から）。

## あらすじ
戦争帰りの東大法学部生らを中心とする学生金融会社「太陽クラブ」の残党である鶴岡は、法律の盲点（死角）を突き、手形詐欺などを働く。鶴岡の手法は、事前に十分な情報を収集し、「一滴の血も流さず」に行うもの（本人いわく、「イチかバチかの博打ではない」）。しかし、犯罪の成功によって、手形をパクられた被害者ばかりでなく、友人、妻、愛人も不幸になっていく。

## 書誌情報
- 新書：1960年6月1日発売、光文社（カッパ・ノベルス）、ISBN 978-4-3340-2006-4
- 文庫本
  - 1976年10月1日発売、角川文庫、ISBN 978-4-3347-3926-3
  - 2005年8月1日発売、光文社文庫（新装版）、ISBN 978-4-3347-3926-3

## 作品の評価
- 『週刊文春』が推理作家や推理小説の愛好者ら約500名のアンケートにより選出した「東西ミステリーベスト100」の国内編では、本作は1985年版で28位に[注 1]、2012年版で88位に選出されている[注 2]。

## 映画
1979年4月7日公開。東映東京撮影所製作、東映配給。上映時間154分。

### スタッフ
- 製作・配給：東映
- 企画：角川春樹事務所
- 製作：角川春樹
- 原作：高木彬光
- 監督：村川透
- プロデューサー：橋本新一
- 脚本：神波史男
- 法律監修：鬼頭史郎、近藤良紹
- 撮影：仙元誠三
- 照明：山口利雄
- 美術：中村州志
- 録音：林鉱一
- サウンドアドバイザー：宮田重利
- 助監督：深町秀熙
- 編集：祖田冨美夫
- 音響効果：岩藤竜三
- 記録：宮本衣子
- スチール：遠藤努
- 特美：成田亨（ノンクレジット）
- 音楽：宇崎竜童
  - 音楽補佐：鈴木清司
  - 編曲：千野秀一
  - 音楽プロデューサー：高桑忠男、河原崎直彦
- 主題歌・演奏：『欲望の街』（ダウン・タウン・ブギウギ・バンド）
- 挿入歌：『ワン・ナイト・ジャム・セッション』（ダウン・タウン・ブギウギ・バンド）
- 現像：東映化学
- 協力：東映俳優センター、日本ダンロップ、三楽オーシャン

### キャスト

#### 太陽クラブのメンバー
- 鶴岡七郎：夏木勲[注 3]
- 九鬼善司：中尾彬
- 木島良助：竜崎勝
- 隅田光一：岸田森

#### 鶴岡の女
- 鶴岡の情婦 / 綾香：島田陽子
- 太陽クラブ事務員・のち鶴岡の妻 / 藤井たか子：丘みつ子

#### 鶴岡の協力者たち
- 太田洋助：千葉真一
- 太田の情婦 / 血桜の定子：夏樹陽子
- 太田の配下 / 立川：阿藤海
- 太田の配下 / イシマツ・ケイスケ：ガッツ石松
- 太田の配下 / カトウ・ガタロウ：佐藤蛾次郎
- 太田の配下 / オオマエ・ダイゴ：大前均
- 太田の配下 / タカギ・アキミツ：高木彬光
- ニセ木下雄次郎（市之丞）：藤岡琢也
- エルバドル共和国公使秘書兼通訳 / フランシスコ・ゴンザレス：エドワード・ジェームズ・オルモス
- 太田の配下：高月忠、亀山達也、沢田浩二、幸英二、城春樹、栗原敏、城野勝己、鹿島研、和田敏夫
- 鶴岡の替玉：鈴木弘道
- 鶴岡側弁護士：川内通康

#### 騙される人々
- 新洋汽船専務 / 稲垣：長門勇
- 新洋汽船経理部長 / 酒井：福田豊土
- 大和皮革社長 / 野崎寿美男：角川春樹
- 大和皮革専務 / 上松利勝：佐藤慶
- 大和皮革顧問弁護士：鬼頭史郎
- 川前工業専務 / 五十畑：田崎潤
- 川前工業経理課長 / 梶鉄夫：鈴木ヒロミツ
- 高岡薬品工業専務 / 小岩恭三：成田三樹夫
- 高岡薬品工業経理部長 / 広田：中田博久
- 高岡薬品工業秘書：白川絹子
- 相模化工専務 / 戸塚：藤巻潤

#### 利用される人々
- 常陽精工社長 / 木下雄次郎：丹波哲郎（特別出演）
- 常陽精工社員 / 西田：西田敏行（友情出演）
- 金融ブローカー / 今泉昌男：草薙幸二郎
- 花村金融 / 色川貢：草野大悟
- 常陽精工社員：原田君事
- 常陽側弁護士：亀渕信昭

#### 裏社会の人々
- 金森光蔵：内田朝雄
- 加藤精吉：内田良平
- 加藤の舎弟 / 政：柴田恭兵
- 刺客：志賀勝、片桐竜次、達純一、高橋利道
- 金森光蔵の部下：菊池英一、山西道広、清水圭一郎、大島博樹、村添豊徳、君塚正純
- 高島総長：嵐寛寿郎

#### 国家権力側の人々
- 福永検事：天知茂（特別出演）
- 熊谷経済主任：室田日出男
- 西郷警部：伊吹吾郎
- 三課の刑事：宮口二郎
- モンタージュ係：福地泡介
- 刑事：山田光一、佐川二郎、清水照夫、木村修、山浦栄、畑中猛重

#### その他
- クラブのママ：沢たまき
- 江波みどり：和田瑞穂
- ゴンザレスの女：田口久美
- 債権者代表：田口計
- 経理課長：相馬剛三
- 債権者：河合絃司、佐藤晟也、土山登士幸、山本緑、八百原寿子
- ガルシャ公使：ロバート・マッカータ
- 神父：ドナルド・ノード
- 芸者：橋爪真知子、広京子、岡麻美
- 酔月の女中：遠藤薫
- 酔月の女将：伊藤慶子
- 六甲商事事務員：仲塚康介、泉福之助、結城なほ子
- ラテン・クォーターのバンド：ダウン・タウン・ブギウギ・バンド

ほか

### 製作
角川春樹が『人間の証明』（1977年）、『野性の証明』（1978年）で付き合いの生まれた岡田茂東映社長に、「独立プロ（角川春樹事務所）を離れて、メジャー内部に単独で乗り込んでプロデュースをやってみたい」と依頼。他社からは断られたが、岡田から了解を取って東映を単独で訪れ、『悪魔が来りて笛を吹く』（1979年）、本作『白昼の死角』、『魔界転生』（1981年）の3本をプロデュースした。角川自身、「角川春樹事務所を離れて」と語っており、この3本は角川映画ではなく東映映画である。角川映画の番頭だった古澤利夫（藤峰貞利）は、「春樹さんはプロデューサーとして参加していますが、製作の主導は東映です」と述べている。
映画の製作が最初に報道されたのは1978年春。当時の『キネマ旬報』には、『白昼の死角』の映画化を構想しているのは東映で、「角川書店が"高木彬光フェア"を予定していることから提携も方法も考えている」と記述されている。この"高木彬光フェア"の計画に東映の岡田社長が乗った。また主役候補として渡哲也が挙げられている他、1978年10月の複数の文献には松方弘樹の名前も挙がっている。松方は1974年のNHK大河ドラマ『勝海舟』で知り合った仁科明子との不倫スキャンダルでマスメディアに大きく取り上げられたが、松方が前妻と1978年7月に離婚したことから、松方+芸能活動を休止していた仁科を芸能界にカムバックさせようという動きが伝えられ、松方の後見人・岡田茂や角川春樹からオファーされたが、松方が難色を示し流れていた。
脚本の神波史男は「元々の原作が長く、シナリオを切るのが困難だった」などと語っている。
1978年12月30日、東京帝国ホテルで記者会見が行われた。席上、角川春樹が「高木彬光氏の原作は2000万部売れており、氏は"角川第三の男"です。氏の作品は昔、大映で『密告者』が映画化されて以来のものですが、いい作品になればと思っています」などと話した。高木は「小説を書きだして31年位になりますが、『白昼の死角』程の悪党を書いたことはないです。これまで映画化の企画があり、こんな悪党をスクリーンで見せられないという理由で潰れてきただけに、今回の話はうれしいです」などと話し、村川透監督は「今までは3000万円映画しか撮ったことがなかったので、今回の製作費7億円には、ケタが大きすぎるので実感がわきません」などと話した。東映で初めて大作を任され、豪華俳優を使うことに興奮したという。島田陽子は「この作品で清純派のレッテル返上です。第一、私自身は清純派だなんて思っていません」などと話し、濡れ場を演じたものの露出は今一つだった。島田は夏八木勲（当時は夏木勲）との濃厚な濡れ場を演じている。また丘みつ子も当時は家庭的な役が多かったが、鶴岡の妻役とはいえ、かなり激しい濡れ場を演じた。
この記者会見の後、東映東京制作所でクランクイン。撮影の仙元誠三は、村川監督が誘った。仙元は照明に盟友の渡辺三雄を推薦したが、当時東映東京制作所は、また組合運動が強くなって来ていた時期で、渡辺から「俺が一人で東映に行っても照明部は動いてくれないよ」と断られた。また東映のスタッフからかなり抵抗されたという。隅田光一を演じる岸田森の焼身自殺のシーンは、岸田が吹き替えなしで本物の炎に包まれ長回しした。仙元は「大作を撮るのは初めてだったからとても印象深い。自分でもよく撮れてると思う」などと話している。
高木彬光は、ニセ会社員の応募に応じる役で出演している。年配者なので課長役になるところだったが、「指を詰めている」ために不採用となる、という役どころである。

### 原作との違い
- 原作では探偵小説家が鶴岡と知り合うところから始まるのに対し、探偵小説家の出番はカットされている。
- 太陽クラブの後始末に関わる部分が飛ばされている。原作では「リンゴの唄」と共に自殺する隅田が「巴里の屋根の下」を口ずさみながらの焼身自殺という派手なオープニングを飾った。東大生グループとして始まる太陽クラブの面々が（当時としては）中年後期という雰囲気のいかつい俳優ぞろいという大胆なキャストも話題を呼んだ。

### 宣伝
流行語になったキャッチコピー「狼は生きろ、豚は死ね」は、1960年石原慎太郎の戯曲タイトルからの引用である。

### 作品の評価

#### 興行成績
岡田茂は「予想よりも客は入らなかったが、6億円台であれば角川春樹との提携も一応の成果を挙げた」などと述べている。
角川春樹は、1981年東映発行の『東映映画三十年』で「『悪魔が来りて笛を吹く』『白昼の死角』とも話題性はあり、キャッチフレーズは流行語となり、『悪魔が来りて笛を吹く』の興行は成功したが『白昼の死角』は思ったほど伸びなかった」と述べている。

#### 評論
角川春樹は「『白昼の死角』は、ともすれば原作を生かしきれない映像が多々ある中で、私個人は満足する出来ばえだった。マイナー映画の鬼才村川透を監督に、宇崎竜童を音楽に、バイプレイヤーの夏木勲を主役に起用しただけに、密度の濃い作品に仕上がったと思う。一方、社内の機構で映画を作ったことがないだけに、多くの人に迷惑をかけ、当方も苦い思いを味わった。しかし今後の映画作りの方向の中で、宣伝、配給、興行が一体となって、一つのプロジェクト・チームを作らない限り、今後一つの作品をきちっと成功させることは出来ないような気がする」などと述べている。

### 映像ソフト
| 発売日        | レーベル   | 規格 | 規格品番   | 備考         |
| ------------- | ---------- | ---- | ---------- | ------------ |
|               | 東映ビデオ | VHS  | VRTB 00475 |              |
|               | 東映ビデオ | VHS  |            | レンタル専用 |
| 2012年3月21日 | 東映ビデオ | DVD  | DSTD-3479  |              |

## テレビドラマ

### 1963年
1963年5月1日から6月26日にフジテレビ系で放送された。放送時間は水曜22時15分 - 22時45分。

#### スタッフ
- 演出：福中八郎

#### キャスト
- 木村功
- 滝田裕介
- 川合伸旺
- 木村俊恵
- 織本順吉
- 穂積隆信

ほか
| フジテレビ系 水曜22:15 - 22:45枠 | フジテレビ系 水曜22:15 - 22:45枠 | フジテレビ系 水曜22:15 - 22:45枠 |
| 前番組                           | 番組名                           | 次番組                           |
| -------------------------------- | -------------------------------- | -------------------------------- |
| 大番 （ドラマ版）                | 白昼の死角                       | がしんたれ （池田秀一版）        |

### 1979年
1979年8月4日から9月29日に毎日放送制作・TBS系で放送された（全9回）。
　

#### スタッフ
- 企画：角川春樹事務所、毎日放送
- 脚本：国弘威雄
- 監督：松尾昭典、永野靖忠
- プロデューサー：池田徹朗（毎日放送）、桑原秀郎、岡田裕介
- 音楽：市川秀男
- 制作協力：S・H・P
- 制作：毎日放送、東映
- 主題歌：『欲望の街』（ダウン・タウン・ブギウギ・バンド）[1]

#### キャスト
- 鶴岡七郎：渡瀬恒彦
- 綾香：浜木綿子
- 藤井たか子：森下愛子
- 隅田光一：山本圭
- 木島良助：小倉一郎
- 九鬼善司：岸部シロー
- 血桜の定子：宮下順子
- 熊谷経済主任：菅貫太郎
- 太田洋助（関東油屋一家）：下川辰平
- 矢沢（関東油屋一家 / 偽・木下雄次郎）：藤木悠
- 稲垣専務（新陽汽船）：藤村有弘
- 高島総長（高島一家）：富田仲次郎
- 加藤精吉（高島一家）：山本昌平
- 吉井（中部銀行東京支店）：左右田一平
- 大谷（米村産業）：伊豆肇
- 坂口（米村産業）：北原義郎
- 五十畑（川前工業）：田崎潤
- 小岩清造（協和自動車）：田島義文
- 広田（協和自動車）：本郷淳
- 戸塚（相模化工）：幸田宗丸
- いと（鶴岡の母親）：折原啓子
- フランシスコ・ゴンザロ：ジェーソン・ヘラー
- 刑事：勝部演之、佐々木剛、梅津栄
- 島浦三枝子：堀越陽子
- みどり：伊佐山ひろ子
- 油屋一家組員：たこ八郎
- 西郷警部：宮口二郎
- 木下雄次郎（常陽精工）：伊沢一郎
- 金森光蔵：金子信雄
- 上松利勝（大和繊維）：松村達雄
- 野崎寿美男（大和繊維）：藤巻潤
- 福永博正検事：天知茂

ほか

#### 備考
- 福永検事役の天知茂と川前工業・五十畑専務役の田崎潤は、映画と同じ配役となっている。
- 主題歌も映画と同じものが使われている。
- ラストは原作（映画）と違っている。
- 太陽クラブ4人組は映画版より平均年齢が5つほど若く、ぎりぎり30代前半におさまっている。とはいえ、30歳で中年と呼ばれた時代であり、大学生には見えにくい。

| TBS系 土曜22時台（当時は毎日放送の制作枠。一部地域を除く。） | TBS系 土曜22時台（当時は毎日放送の制作枠。一部地域を除く。） | TBS系 土曜22時台（当時は毎日放送の制作枠。一部地域を除く。） |
| 前番組                                                       | 番組名                                                       | 次番組                                                       |
| ------------------------------------------------------------ | ------------------------------------------------------------ | ------------------------------------------------------------ |
| 高木彬光シリーズ・検事霧島三郎 （第3部「密告者」）           | 高木彬光シリーズ・白昼の死角                                 | 黒岩重吾シリーズ・女の樹林                                   |

#### 映像ソフト化
- 2023年10月11日に「白昼の死角 コレクターズDVD」としてベストフィールド（販売元/東映・東映ビデオ）よりDVDBOXが発売された。